# Iskra (entreprise)
Pour les articles homonymes, voir Iskra (homonymie).
Iskra (« étincelle » en Slovène) est un groupe slovène spécialisé dans les matériels électriques et électroniques, présent dans les secteurs de l'industrie, de l'énergie, des transports et des télécommunications. L'entreprise à l'origine d'Iskra a été fondée en 1946 tandis que le groupe lui-même a été constitué en 1989.

## Histoire
Fondée le 8 mars 1946 à Kranj en Yougoslavie (aujourd'hui sur le territoire de la Slovénie), l'entreprise Iskra est spécialisée dans la fabrication d'équipements électriques. Le nom et le logo de l'entreprise ont été inventés par l'ingénieur Mirjan Gruden (sl).
À ses débuts, Iskra compte 850 employés jusqu'à atteindre 35 000 salariés au plus fort de son activité. Au début des années 1970, Iskra était l'entreprise yougoslave la plus importante dans son secteur d'activité.
En 1989, le groupe Iskra SOZD était constitué des filiales suivantes :
- Iskra Banka
- Iskra Commerce
- Iskra Servis
- Iskra Telematika
- Iskra Delta
- Iskra Kibernetika
- Iskra električna orodja
- Iskra Elektrozveze
- Iskra Merilna elektronika
- Iskra Elektrooptika
- Iskra Avtomatika
- Iskra Orodja
- Iskra Elementi
- Iskra Mikroelektronika
- Iskra Antene
- Iskra Elekroakustika
- Iskra Elektromotorji
- Iskra Videomatika
- Iskra Rotomatika
- Iskra Avtoelektrika
- Iskra Kondenzatorji
- Iskra Baterije Zmaj
- Iskra Institut za kakovost
- Iskra "ZORIN"
- Iskra Invest servis
- Iskra High School

À la suite de l'explosion de la Yougoslavie, Iskra est désormais considéré comme une entreprise slovène. Le groupe, dans sa forme actuelle, comprend, entre autres, les sociétés Iskratel, Iskra Avtoelektrika, Iskraemeco, Fotona, Iskra Amesi.

## Présence en France
Iskra a construit, à parité avec les entreprises Itron et Landis+Gyr, les 300 000 premiers compteurs communicants Linky.